# Bubia (langue)
Pour les articles homonymes, voir Bubia.
Le bubia (ou bobe, bobea, bota, ewota, wovea, wuvia) est une langue bantoïde méridionale parlée au Cameroun, dans la Région du Sud-Ouest, le département du Fako, à Limbé dans le village de Wovia, par environ 600 personnes (1977). Elle est proche du bubi.